# 花岡彌六
花岡 彌六（はなおか やろく、1904年11月18日 - 1986年）は、日本の実業家。電気化学工業（現・デンカ）代表取締役社長を務めた。

## 略歴
長野県諏訪郡湊村（現・岡谷市）出身。旧制諏訪中学（現・長野県諏訪清陵高等学校・附属中学校）を経て、東京商科大学（現・一橋大学）卒業。1929年に藤原銀次郎の紹介で電気化学工業（現・デンカ）に入社、1955年同社取締役、1958年同社常務取締役を経て、1970年同社代表取締役社長。1980年アセチレンブラック事業の強化を目的にデンカシンガポール設立。1981年代表取締役社長退任。
1970年藍綬褒章、1980年勲二等旭日重光章受勲。